# Lucas Noubi
Lucas Noubi (15 januari 2005) is een Belgisch voetballer.

## Carrière
Noubissi ruilde in 2015 de jeugdopleiding van Mouscron-Péruwelz voor die van Standard Luik. In juni 2020 ondertekende hij er zijn eerste profcontract. Op 13 maart 2022 maakte hij zijn officiële debuut in het eerste elftal van Standard: in de competitiewedstrijd tegen RFC Seraing gaf trainer Luka Elsner hem een basisplaats. Op de slotspeeldag van de reguliere competitie mocht hij de wedstrijd tegen STVV (3-0-verlies) volledig meespelen, waardoor Noubi in zijn debuutseizoen afklokte op twee officiële wedstrijden.

## Clubstatistieken
| Seizoen         | Club            | Land            | Competitie         | Competitie | Competitie | Beker | Beker | Supercup | Supercup | Europees | Europees | Totaal | Totaal |
| Seizoen         | Club            | Land            | Competitie         | Wed.       | Dlp.       | Wed.  | Dlp.  | Wed.     | Dlp.     | Wed.     | Dlp.     | Wed.   | Dlp.   |
| --------------- | --------------- | --------------- | ------------------ | ---------- | ---------- | ----- | ----- | -------- | -------- | -------- | -------- | ------ | ------ |
| 2021/22         | Standard Luik   | Vlag van België | Jupiler Pro League | 2          | 0          | 0     | 0     | —        | —        | —        | —        | 2      | 0      |
| Carrière totaal | Carrière totaal | Carrière totaal | Carrière totaal    | 2          | 0          | 0     | 0     | 0        | 0        | 0        | 0        | 2      | 0      |

Bijgewerkt op 12 april 2022.